# العبرين (القفر)

تعديل مصدري - تعديل

العبرين محلة تابعة لقرية المنصت، التابعة لعزلة بني سيف العالي بمديرية القفر إحدى مديريات محافظة إب في الجمهورية اليمنية، بلغ تعداد سكانها 21 حسب تعداد اليمن لعام 2004.